# ترارالغون
ترارالغون (بالإنجليزية: Traralgon) هي مدينة، تتبع City of Latrobe ‏، بلغ عدد سكانها 23٬834  نسمة، في 9 أغسطس 2011، تبلغ مساحتها 23٫9 كيلومتر مربع، رمزها البريدي هو 3844.

## المناخ
يظهر الجدول التالي التغييرات المناخية على مدار السنة لترارالغون:
| البيانات المناخية لـترارالغون     | البيانات المناخية لـترارالغون | البيانات المناخية لـترارالغون | البيانات المناخية لـترارالغون | البيانات المناخية لـترارالغون | البيانات المناخية لـترارالغون | البيانات المناخية لـترارالغون | البيانات المناخية لـترارالغون | البيانات المناخية لـترارالغون | البيانات المناخية لـترارالغون | البيانات المناخية لـترارالغون | البيانات المناخية لـترارالغون | البيانات المناخية لـترارالغون | البيانات المناخية لـترارالغون |
| الشهر                             | يناير                         | فبراير                        | مارس                          | أبريل                         | مايو                          | يونيو                         | يوليو                         | أغسطس                         | سبتمبر                        | أكتوبر                        | نوفمبر                        | ديسمبر                        | المعدل السنوي                 |
| --------------------------------- | ----------------------------- | ----------------------------- | ----------------------------- | ----------------------------- | ----------------------------- | ----------------------------- | ----------------------------- | ----------------------------- | ----------------------------- | ----------------------------- | ----------------------------- | ----------------------------- | ----------------------------- |
| الدرجة القصوى °م (°ف)             | 45.1 (113.2)                  | 46.3 (115.3)                  | 40.4 (104.7)                  | 35.0 (95.0)                   | 26.7 (80.1)                   | 23.5 (74.3)                   | 21.8 (71.2)                   | 26.8 (80.2)                   | 31.0 (87.8)                   | 35.1 (95.2)                   | 38.6 (101.5)                  | 42.2 (108.0)                  | 46.3 (115.3)                  |
| متوسط درجة الحرارة الكبرى °م (°ف) | 26.2 (79.2)                   | 26.5 (79.7)                   | 24.4 (75.9)                   | 20.5 (68.9)                   | 16.9 (62.4)                   | 14.2 (57.6)                   | 13.6 (56.5)                   | 14.9 (58.8)                   | 16.9 (62.4)                   | 19.3 (66.7)                   | 21.6 (70.9)                   | 24.0 (75.2)                   | 19.9 (67.8)                   |
| متوسط درجة الحرارة الصغرى °م (°ف) | 12.5 (54.5)                   | 12.7 (54.9)                   | 11.1 (52.0)                   | 8.5 (47.3)                    | 6.6 (43.9)                    | 4.4 (39.9)                    | 3.7 (38.7)                    | 4.3 (39.7)                    | 5.8 (42.4)                    | 7.4 (45.3)                    | 9.4 (48.9)                    | 11.1 (52.0)                   | 8.1 (46.6)                    |
| أدنى درجة حرارة °م (°ف)           | 1.8 (35.2)                    | 1.9 (35.4)                    | 1.9 (35.4)                    | −0.5 (31.1)                   | −2.6 (27.3)                   | −3.6 (25.5)                   | −4.8 (23.4)                   | −3.4 (25.9)                   | −2.1 (28.2)                   | −2.3 (27.9)                   | 0.6 (33.1)                    | 1.7 (35.1)                    | −4.8 (23.4)                   |
| الهطول مم (إنش)                   | 50.1 (1.97)                   | 39.2 (1.54)                   | 43.9 (1.73)                   | 57.1 (2.25)                   | 51.6 (2.03)                   | 58.4 (2.30)                   | 66.4 (2.61)                   | 62.9 (2.48)                   | 78.4 (3.09)                   | 72.8 (2.87)                   | 75.0 (2.95)                   | 68.6 (2.70)                   | 724.4 (28.52)                 |
| المصدر:                           |                               |                               |                               |                               |                               |                               |                               |                               |                               |                               |                               |                               |                               |

## أعلام
- إيفا ويست
- غورد بامفورد
- شانون بارنت
- مارك روبنسون
- بريندون غودارد
- والتر ويست